# Copa del Rei de futbol 1909
La Copa del Rei de futbol 1909 va ser la setena edició de la Copa del Rei. Es va disputar l'any 1909 al Campo de O'Donnell de Madrid. Després de només 4 dies de competició (del 4 al 8 d'abril del 1909), el Club Ciclista de San Sebastián es va proclamar campió del torneig.

## Competició
|  | Quarts de final               | Quarts de final               |                               |   | Semifinals | Semifinals |  |  | Final | Final |
|  |                               |                               |                               |   |            |            |  |  |       |       |
|  |                               |                               |                               |   |            |            |  |  |       |       |
|  |                               |                               |                               |   |            |            |  |  |       |       |
|  |                               |                               |                               |   |            |            |  |  |       |       |
|  | 5 d'abril – O'Donnell, Madrid |                               |                               |   |            |            |  |  |       |       |
|  |                               |                               |                               |   |            |            |  |  |       |       |
|  | Español de Madrid             | 3                             |                               |   |            |            |  |  |       |       |
|  | Español de Madrid             | 3                             |                               |   |            |            |  |  |       |       |
|  |                               |                               | FC Barcelona                  | 2 |            |            |  |  |       |       |
|  |                               |                               | FC Barcelona                  | 2 |            |            |  |  |       |       |
|  |                               |                               | 8 d'abril – O'Donnell, Madrid |   |            |            |  |  |       |       |
|  |                               |                               |                               |   |            |            |  |  |       |       |
|  | Español de Madrid             | 1                             |                               |   |            |            |  |  |       |       |
|  | Español de Madrid             | 1                             | 4 d'abril – O'Donnell, Madrid |   |            |            |  |  |       |       |
|  |                               | Club Ciclista                 | 3                             |   |            |            |  |  |       |       |
|  | Club Ciclista                 | Club Ciclista                 | 3                             | 4 |            |            |  |  |       |       |
|  | Club Ciclista                 | 6 d'abril – O'Donnell, Madrid |                               | 4 |            |            |  |  |       |       |
|  | Athletic de Bilbao            | 2                             |                               |   |            |            |  |  |       |       |
|  | Athletic de Bilbao            | 2                             | Club Ciclista                 | 2 |            |            |  |  |       |       |
|  |                               |                               | Club Ciclista                 | 2 |            |            |  |  |       |       |
|  |                               |                               | Galicia FC                    | 0 |            |            |  |  |       |       |
|  |                               |                               | Galicia FC                    | 0 |            |            |  |  |       |       |
|  |                               |                               |                               |   |            |            |  |  |       |       |
|  |                               |                               |                               |   |            |            |  |  |       |       |
|  |                               |                               |                               |   |            |            |  |  |       |       |

## Primera ronda
| Club Ciclista                                                  | 4–2   | Athletic Club              |
| -------------------------------------------------------------- | ----- | -------------------------- |
| McGuinness · McGuinness · Simmons -' (p.) · McGuinness -' (p.) | [ 1 ] | Saura -' (pen.) · Mortimer |

## Semifinals
| Español de Madrid                                               | 3–2   | FC Barcelona                         |
| --------------------------------------------------------------- | ----- | ------------------------------------ |
| Antonio Neyra 60' · Antonio Neyra 70' · Antonio Neyra 89' (pen) | [ 2 ] | Romà Forns 30' · Charles Wallace 50' |

| Club Ciclista                   | 2–0 | Galicia FC |
| ------------------------------- | --- | ---------- |
| McGuinness 30' · McGuinness 85' |     |            |

## Final
| Club Ciclista                                      | 3 – 1 | Español de Madrid |
| -------------------------------------------------- | ----- | ----------------- |
| McGuinness 30' (p.) · Simmons 47' · Miguel Sena 2T |       | José Giralt 2T    |

## Campió
| Campions de la Copa del Rei de 1909 |
| ----------------------------------- |
| · Club Ciclista · 1r títol          |